# (212606) Janulis
(212606) Janulis est un astéroïde de la ceinture principale.

## Description
(212606) Janulis est un astéroïde de la ceinture principale. Il fut découvert le 27 septembre 2006 à Moletai par Kazimieras Černis et Justas Zdanavičius. Il présente une orbite caractérisée par un demi-grand axe de 2,74 UA, une excentricité de 0,13 et une inclinaison de 0,9° par rapport à l'écliptique.

## Compléments